# Ґлодово (Великопольське воєводство)
Ґлодово (пол. Głodowo) — село в Польщі, у гміні Ґоліна Конінського повіту Великопольського воєводства.
Населення — 269 осіб (2011).
У 1975-1998 роках село належало до Конінського воєводства.

## Демографія
Демографічна структура станом на 31 березня 2011 року:
|          | Загалом | Допрацездатний вік | Працездатний вік | Постпрацездатний вік |
| -------- | ------- | ------------------ | ---------------- | -------------------- |
| Чоловіки | 125     | 37                 | 78               | 10                   |
| Жінки    | 144     | 39                 | 84               | 21                   |
| Разом    | 269     | 76                 | 162              | 31                   |